# Centro Portugués de Vigo
El Centro Portugués de Vigo, también conocido como Camões - Centro Cultural Português em Vigo, es un importante punto de encuentro para la comunidad portuguesa en la ciudad gallega. Fundado en 1927, ha desempeñado un papel crucial en la preservación y promoción de la cultura portuguesa en Vigo, fomentando el intercambio cultural entre España y Portugal. 
En su apogeo, el Centro Portugués de Vigo llegó a contar con más de 2.000 familias asociadas, participando activamente en sus diversas actividades sociales y culturales. El centro se convirtió en un hogar lejos del suyo propio para muchos inmigrantes portugueses, ofreciéndoles un espacio para reunirse, celebrar su herencia y conectar con sus raíces.  

## Historia
La fundación del actual Centro Portugués de Vigo tuvo lugar el 10 de noviembre del año 1927 bajo el nombre de Centro Portugués de cultura artística y social, en plena dictadura de Primo de Rivera. El primer lugar en el que se asentó la sede fue la calle Arines de Castro n.º1 de la ciudad de Vigo. Fue matriculado en el consulado general de Portugal, con sede en la misma ciudad, con el número 3857, y se aprobó la inscripción por el gobernador civil de la provincia de Pontevedra el 3 de diciembre de 1927.
Los fundadores fueron 28 ciudadanos portugueses, que a día de hoy quedan inscritos en una orla, hecha por Fernando d'Oliveira en el año 1931 y que se conserva en los archivos del centro junto con los libros de actas y de registros de socios desde su fundación.
Su principal finalidad quedó recogida en los estatutos: “Agrupar en su seno a todos los obreros manuales e intelectuales portugueses de ambos sexos que residan en España”. También se creó una biblioteca y una caja de beneficencia para la ayuda mutua de los socios necesitados.

### La Semana Portuguesa de Vigo, 1933

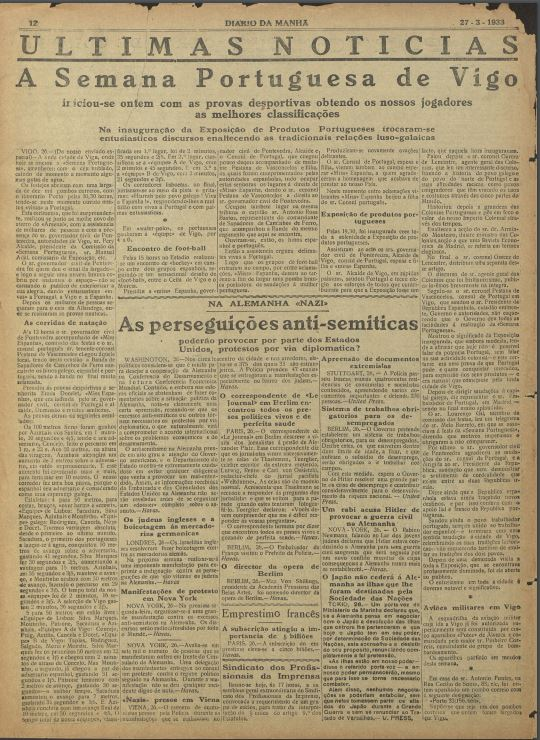
http://hemerotecadigital.cm-lisboa.pt/OBRAS/DiarioManha/1933/Marco/N711/N711_master/N711.pdf

En el mes de marzo de 1933, se inició en Vigo la primera y única edición de la "Semana Portuguesa de Vigo". De acuerdo con las crónicas, se soltaron más de 10.000 palomas mensajeras. Estas jornadas fueron una especie de "mini-olimpiadas" con pruebas deportivas de natación, waterpolo, hockey y fútbol. También hubo una excepcional feria del libro portugués y una muestra de productos portugueses. Tampoco faltó el rancho de niños de Viana de Castelo. 

### Fin de la primera época
El 24 de mayo del año de 1936, en plena II República y antes del inicio de la Guerra Civil, se firmaron unos estatutos nuevos donde aparece únicamente la razón social de la entidad como Centro Portugués y un nuevo domicilio en la calle Catorce de abril número 9 1º. Estos nuevos estatutos fueron firmados por el gobernador civil de la provincia el 2 de junio de 1936.
En la Asamblea General de 1937 se promulgaron nuevos estatutos. En ellos quedó establecido el nombre definitivo de la entidad como Centro Portugués de Vigo con un nuevo domicilio en el centro de la ciudad, en la Calle del Príncipe número 13, 1º. donde permaneció hasta 25 de noviembre de 1989. Tras la venta de la sede de la calle del Príncipe, el centro se trasladó a la calle Romil número 12, 1º.
En estos años tanto el centro portugués como la propia ciudad habían vivido una época de expansión y crecimiento, una época dorada que tuvo mucho que ver con los beneficios económicos de la explotación del wolframio para la industria de guerra de los nazis y del que Vigo fue destacado puerto de salida. Vigo era entonces una ciudad con muchos espías británicos y nazis. 

### Los años dorados
Los 52 años que estuvo el Centro Portugués de Vigo en la calle del Príncipe, una de las principales arterias de la ciudad, fueron los de mayor vida social que recuerdan los anales del centro, participando activamente en la vida de la ciudad y contribuyendo en el que sería un hito en la vida de la misma: la inauguración de la estatua homenaje a Camões en la bautizada como plaza de Portugal.Un gran espacio en el centro de la ciudad, que fue durante años nudo de conexión para los autobuses que conectaban con las villas de la periferia de la ciudad y con las líneas de largo recorrido.
En esta plaza se celebraba cada 10 de junio un gran homenaje al poeta Camões. La junta directiva del centro y sus socios, así como las autoridades del municipio, depositaban una gran corona de laureles.
Durante más de medio siglo, el centro tuvo una intensa vida social como lugar de encuentro de los portugueses residentes en Vigo; allí compartían sus vivencias, escuchaban conferencias y participaban de la vida cultural que programaba el centro. Como socios notables podemos citar al comendador António María Santos de la Con una, gobernador civil de Braga, al vicecónsul Víctor Homem de Almeida y a José Manuel Coelho de Paula, este último organizador de diversos cursos comerciales y de ventas. También citar al  profesor Óscar Lopes, que inauguraría las primeras Jornadas Galaico-Portuguesas el día 17 de diciembre de 1969 en el Círculo Mercantil y Recreativo de Vigo bajo la conferencia “Panorama de la literatura portuguesa”.
El profesor Manuel Rodríguez López dio una conferencia bajo el título “A questão del Amadis de Gaula en el contexto peninsular” en  las II Jornadas Galaico-Portuguesas organizadas por el centro. En la tercera edición de estas jornadas participó el gran artista Ernesto de Sousa con una conferencia titulada “Arte y anti-arte”.

### Visita de Mário Soares y sede del Instituto Camões en Vigo.[7]
En 1986 la República de Portugal y el Reino de España, entraron a formar parte de la Comunidad Europea. Un hito que abrió la libertad de movimientos en el espacio común europeo y que cambiaría ya para siempre la relación de los residentes portugueses en la ciudad de Vigo. 
Por primera vez en 1991 el centro portugués recibe la visita de un jefe de estado de Portugal, Mário Sonar, acompañado de su mujer. Unos años más tarde recibe la visita del pretendiente de la corona portuguesa, el Duque de Braganza Duarte Pio de Braganza, acompañado por el senador del Reino de España, Adriano Marqués de Magallanes, y por Francisco de Calheiros, conde de Calheiros.
Gracias al apoyo del alcalde de la cámara municipal de Vigo, Carlos Príncipe, abre sus puertas el Instituto Camões en 1998.

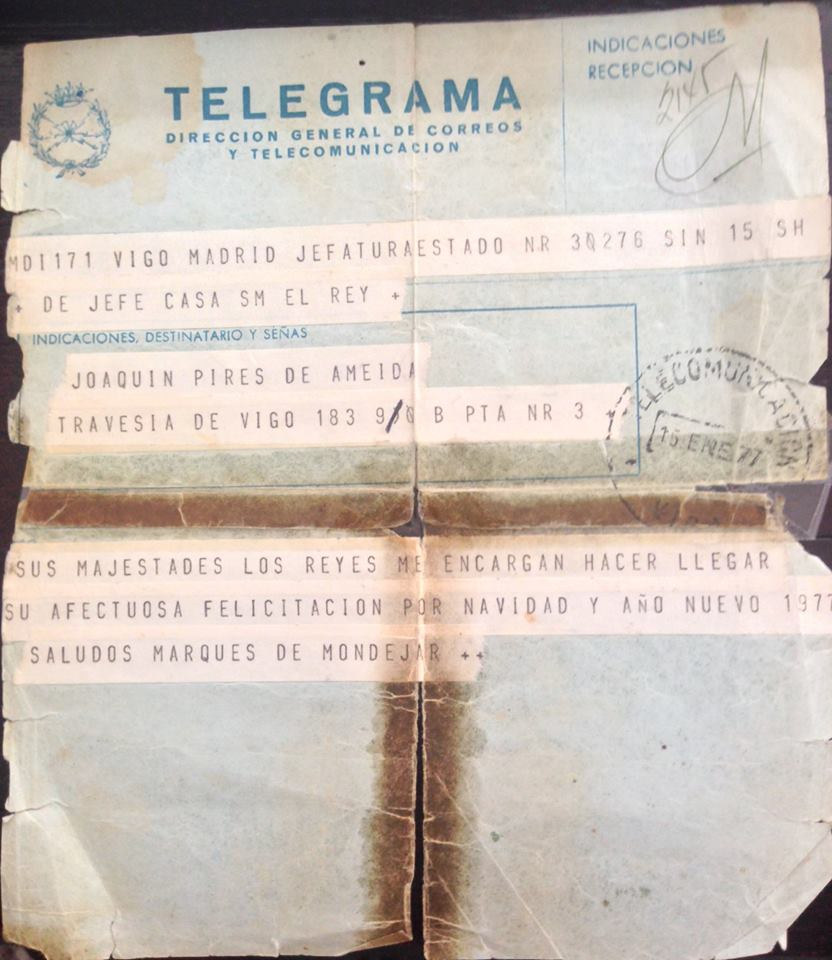
Telegrama del jefe de la Casa Real española, el marqués de Mondéjar en la Navidad de 1976 para el presidente del centro português D. Joaquim Pires de Almeida.

### Primeros cursos de portugués, 1991. Fin de la segunda época.
En 1989 comienza una nueva etapa en el centro con nueva sede en la calle Romil. Se impartieron 16 cursos de iniciación a la lengua portuguesa y 7 de perfeccionamiento, siendo la primera persona en dar clases de portugués la profesora Lourdes Carita, siguiéndole Rosa Andajo Correia, primera lectora de lengua portuguesa en la Universidad de Vigo.
El centro portugués fue el primero en dar clases de lengua portuguesa en Galicia en una época donde en la ciudad de Vigo no se impartían ni en el Instituto Camões ni en la Escuela Oficial de Idiomas. Tuvieron un gran éxito, llegando a los 16 cursos de lengua entre iniciación y perfeccionamiento, dos congresos de lengua y cultura portuguesa e innumerables conferencias y charlas sobre temáticas culturales. Sedes de estas actividades fueron diversos lugares, Vigo, Lisboa, Tomar o Tomiño, donde compartían las charlas conferenciantes tanto gallegos como portugueses.
La Dra. Rosa Correia inició una larga y duradera actividad en llevar el conocimiento de la cultura portuguesa a través del centro. Inició el “I Congreso de língua e cultura portuguesa” organizado por el centro portugués de Vigo y que contaría entre otros conferenciantes con Wanda Ramos y Vera Luzia de Oliveira, lectora de portugués en la Universidad de Perugia y notable poetisa, así como la notable escritora Lídia Jorge o el Dr. Fernando de la Costa.
El centro portugués de Vigo organizó del 7 al 31 de marzo de 1996 el “II Congreso de língua e cultura portuguesa: homenaje a Fernando Pessoa”. Las actas de este congreso fueron recogidas por la editorial “Colibrí”. Algunos de sus conferenciantes fueron la Dra. Manuela Judice, la Dra.  Isabel Vaz Ponce de Leão, el Dr. Richard Zenith, la Dra.  Rosa Correia y la Dra. Lourdes Carita. 
La Dra. Rosa Correia sigue en la actualidad colaborando con el Centro Portugués de Vigo del cual es vicepresidenta primera. En estos años el centro contó con Pilar Muñoz Bacelar, funcionaria en el consulado de la República de Portugal en Vigo, como profesora y con la Dra. Dulce Matos, una de las fundadoras del grupo “Cais da Cultura” de Lisboa, seguidora y alumna del profesor Agostinho da Silva, colaboradora cultural incansable en el centro portugués de Vigo desde 1993 hasta el mismo día en el que murió.

### Medalla de oro de la ciudad de Vigo, 2002. Fin de la tercera época.
En 2002, coincidiendo con el 75º aniversario del centro, la ciudad de Vigo reconoce su inmensa labor concediéndole una condecoración municipal, la medalla de oro de la ciudad, que fue recogida por el presidente Bernardino V. Crego Cervantes. La entrega de la medalla se produjo en un momento crítico para el centro. Con deudas y falta de socios se encaminaba a su desaparición definitiva. 

### Historia de una emigración difusa, trabajos sobre la emigración gallega a Lisboa.
El éxito del Instituto Camões en Vigo supuso el decaimiento del Centro Portugués. A la ya difícil situación financiera, se le sumó la falta de socios y el abandono de los cursos de lengua portuguesa, ya impartidos por instituciones como la Escuela Oficial de Idiomas (E.O.I.) de Vigo o por el propio Instituto Camões. En estos años muchas de las actividades las realizará la Asociación de fraternidade Galiza-Portugal, ya que las actividades culturales traspasan las fronteras del término municipal vigués y adquieren una nueva y más amplia dimensión, por ejemplo organizó el I Encontró Luso-Galaico en la ciudad de Tomar. Desde esta asociación se colabora con el municipio de Ansião, donde aún hoy existe en la freguesia de Alvorge el Festival Luso-Galaico. También se extendió durante este tiempo la colaboración con la Juventude da Galiza-Centro Galego de Lisboa a través de múltiples actividades y conferencias organizadas conjuntamente en la sede de los jardines del Torel. Entre otras colaboró en la investigación documental en Lisboa de lo que finalmente sería el libro y el documental de Xan Leira sobre la emigración gallega en Lisboa, y un libro de Miguel Fernández sobre D. Manuel II, entre otras muchas actividades llevadas adelante desde la Fraternidade Galiza-Portugal.
El director argentino de origen gallego Xan Leira filmó y documentó la película "Galegos en Lisboa, a historia xamais contada". Según el cineasta, los gallegos comenzaron a instalarse en Lisboa a partir del siglo XV, cuando Portugal vivía un momento de apogeo por sus descubrimientos en ultramar. Los especialistas consultados por Leira clasifican esta emigración de los gallegos a Lisboa como «la madre de todas las migraciones», aún poco conocida por el público en general. Con una duración de 55 minutos, el documental diseña el mapa de la emigración gallega a Lisboa y revela las marcas culturales y sociales que dejarían los emigrantes gallegos en la ciudad de la luz. Según Leira «es difícil saber qué es patrimonio gallego y qué es patrimonio lisboeta».
También surgieron oportunidades para los gallegos tras las catástrofes naturales que asolaron Lisboa durante los siglos XVI y XVIII. Muchos salieron de Galicia para trabajar en las urgentes reconstrucciones tras el fuerte terremoto de Lisboa. Muchos adolescentes huyeron de los reclumtamientos obligatorios. Son incontables los gallegos que son mucho más conocidos como portugueses que como gallegos, por ejemplo el "asesino del acueducto de las aguas libres", Diogo Alves, y otros como Agapito Serra Fernandes, Alfredo Guisado o Manuel Cordo Boullosa.
En la segunda década del siglo XXI, el Centro Português de Vigo vuelve nuevamente a organizar bajo su nombre actividades y se reinicia, ya casi exclusivamente como entidad cultural a través del “I Coloquio sobre femenino y feminismo en la literatura portuguesa”.

### Coloquios de filosofía luso-galaicos-brasileños sobre la añoranza
En esta etapa el centro colabora intensamente en la celebración de los Coloquios de filosofía luso-galaicos sobre la añoranza (saudade), junto con el profesor Renato Epifânio y el Movimento Internacional Lusófono (M.I.L.), organizados por el Instituto de filosofía luso-brasileña.

### Los grandes incendios del centro de Portugal.[14]Comienzo de la cuarta época.
En 2017, y celebrando el 90º aniversario de la fundación del centro portugués de Vigo, éste retoma con nuevas fuerzas y nuevos socios un impulso que recoge los 90 años de existencia con un conjunto de actividades culturales alrededor de esta efeméride tan significativa. El devastador incendio forestal de Portugal de junio de 2017 de Pedrógão Grande, Figueiró de los Vinhos y Castanheira de Pera, Góis del distrito de Leiría y Góis del distrito de Coímbra, provoca un gran dolor en el centro y se reorganiza una nueva agenda en homenaje a fallecidos, ayuda y solidaridad con los damnificados. 

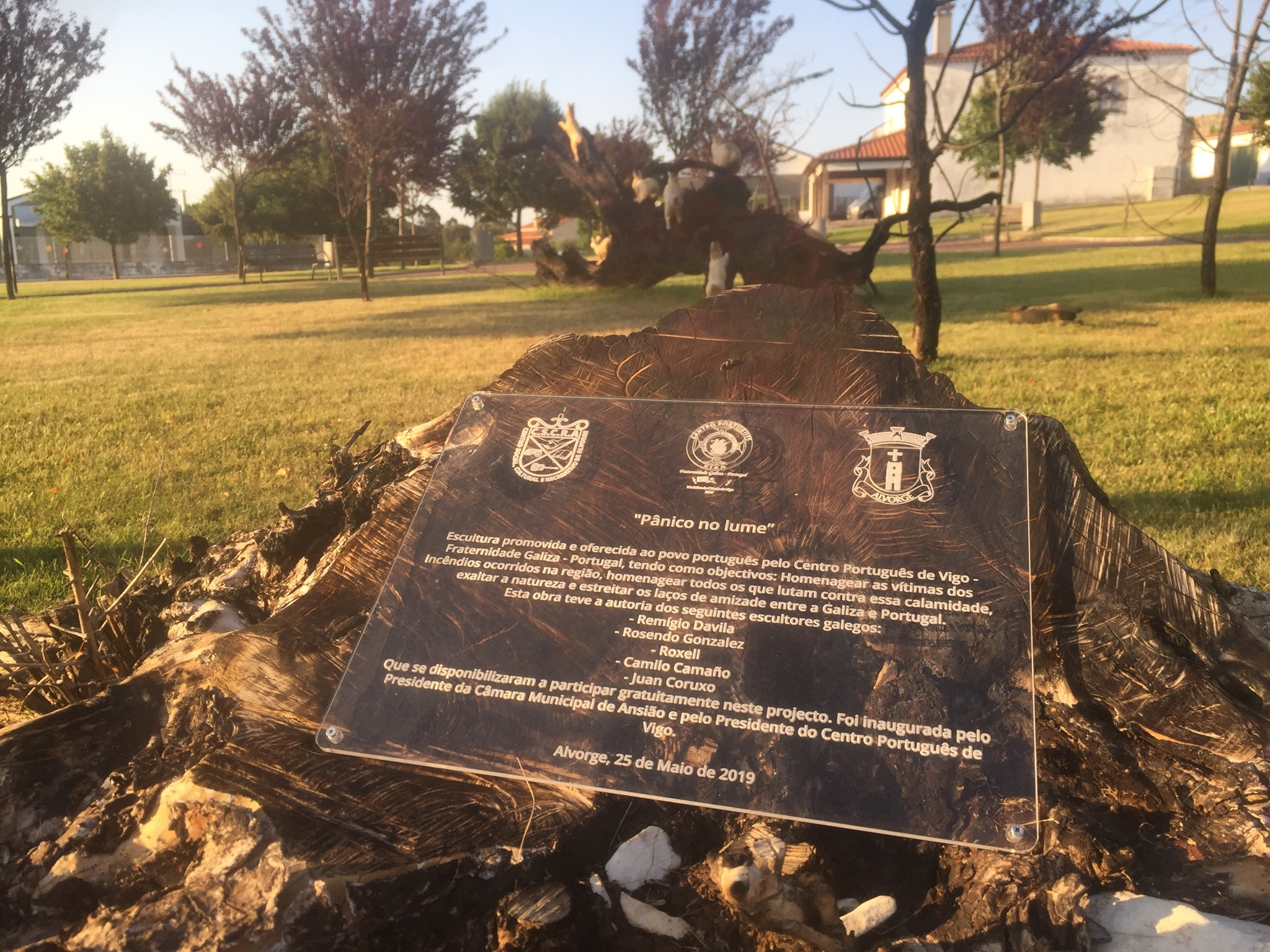
Homenaje del Centro Português de Vigo a las vitimas de los grandes incendios de 2017 en la freguesia de Alvorge. Conjunto escultórico "Pánico en el fuego"

En mayo de 2019 es inaugurada la escultura "Pánico en el fuego" del colectivo de artistas "Arte no queimado" en la freguesia de Alvorge, en el ayuntamiento de Ansião, donde comenzó el incendio y una de las zonas devastadas. En la elaboración de la escultura homenaje colaboraron artistas como Camilo Camaño o Juan Coruxo. Decía el pintor, escritor y político gallego Afonso Daniel Rodrigues Castelão en una de sus viñetas “no poner chatas a la obra, el que crea que se puede hacer mejor, que ayude”.  También el gran Fernando Pessoa decía “Dios ora, el hombre sueña, la obra nace”.

### 25 de abril de 1974: Revolución de los Claveles
En los años 90 el centro establece una estrecha colaboración con la Biblioteca-Museu República e Resistência de la ciudad de Lisboa. Se organizaron trabajos para dar a conocer lo que fueron aquellos días de abril de 1974 en Portugal, la Revolución de los Claveles, con su significado histórico y cultural. Fueron muchas las conferencias y muchos los invitados, entre ellos el "capitán de abril" Manuel Durán Clemente, de origen gallego.

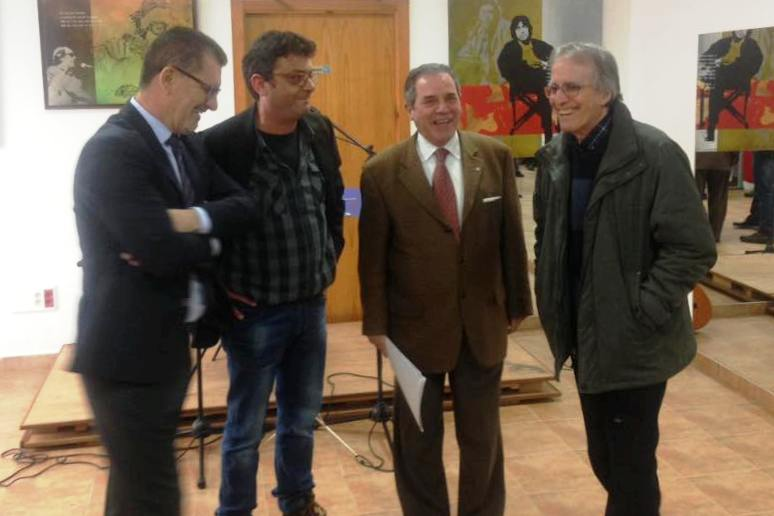
Xico Fanhais, una de las "Voces de Abril" en un acto homenaje al 25 de abril en 2018.

Tras dos décadas del la Revolución de los Claveles el centro retoma los homenajes y la celebración del 25 de abril, colaborando estrechamente con la Escuela Oficial de Idiomas de Vigo y con la Asociación de Vecinos del Calvario en la misma ciudad. Se organizaron varios actos en unas jornadas de memoria y conocimiento en las que participaron algunas de las "voces de Abril" y en las que se exhibieron exposiciones de la obra del pintor Henrique Gabriel "Las palavras de Abril" y se realizaron una serie de conciertos de música portuguesa.
Camino ya de la segunda década del siglo XXI el Centro Portugués de Vigo marca nuevos objetivos con la creación de la Casa de la Lusofonia, dando su apoyo a la recién creada Associação Impulsora de la Casa de la Lusofonia.

### Biblioteca
Cuenta con unos 20.000 ejemplares. Después de décadas de buscar un lugar para catalogar los fondos y ponerlos a disposición del público y de investigadores, en 2021 se está llegando a un acuerdo con el ayuntamiento de Mondariz para depositarlos en una antigua escuela de la entidad local menor de Vilasobroso, construida con el dinero de uno de los muchos "lisboanos" de la comarca. La biblioteca-museo cuenta con ejemplares que datan desde el siglo XV.